# Move Right Out
A Move Right Out egy pop-soul dal az angol Rick Astley előadásában. A dal Astley harmadik Free című albumán szerepel, melyet Rob Fisher írt. A dal az Egyesült Királyságban az 58. helyen szerepelt a listán.

## Számlista
1. Move Right Out (7" Version)
2. Move Right Out (12" Version)
3. Move Right Out (Vox, Piano, Strings Mix)

## Slágerlista
| Slágerlista (1991)                           | Legmagasabb pozíció |
| -------------------------------------------- | ------------------- |
| Kanadai kislemezlista                        | 36                  |
| Német kislemezlista                          | 52                  |
| Angol kislemezlista                          | 58                  |
| U.S. Billboard Hot 100                       | 81                  |
| U.S. Billboard Hot Adult Contemporary Tracks | 29                  |